# Epiplema raripuncta
Epiplema raripuncta är en fjärilsart som beskrevs av Paul Dognin 1902. Epiplema raripuncta ingår i släktet Epiplema och familjen Uraniidae. Inga underarter finns listade i Catalogue of Life.